# Đại lộ Opéra
| Đại lộ Opéra | Đại lộ Opéra                    |
| ------------ | ------------------------------- |
|              |                                 |
| Quận         | Quận 1, 2                       |
| Bắt đầu      | Số 4 quảng trường André Malraux |
| Kết thúc     | Số 1 quảng trường Opéra         |
| Chiều dài    | 698 m                           |
| Chiều rộng   | 30 m                            |
| Khánh thành  | 1867                            |
| Đặt tên      | 10 tháng 12 năm 1873            |
|              |                                 |
|              |                                 |
|              |                                 |

Đại lộ Opéra là một đại lộ nằm ở Quận 1 và Quận 2 thành phố Paris. Nằm thẳng trước mặt nhà hát Opéra Garnier, đại lộ Opéra thuộc khu vực quan trọng của thành phố.
| Métro Paris | Bến tàu điện ngầm: Opéra hoặc Pyramides |

## Đại lộ Opéra
Đại lộ Opéra bắt đầu quảng trường André Malraux, phía trước Nhà hát kịch Pháp, cho tới quảng trường Opéra, trước Opéra Garnier. Đại lộ Opéra dài 698 mét và chiều rộng là 30 mét. Ngược lại phần lớn các đại lộ khác của Paris, Opéra không trồng cây hai bên để giữ tầm nhìn về phía nhà hát Opéra Garnier.
Nằm không xa các địa điểm quan trọng như quảng trường Vendôme, nhà thờ Madeleine, vườn Tuileries và các cửa hàng lớn Galeries Lafayette, Printemps... đại lộ Opéra tập trung nhiều du khách và cũng là nơi có rất nhiều các văn phòng du lịch. Con phố Sainte-Anne cắt đại lộ là một khu phố Nhật Bản với nhiều nhà hàng. Khu vực gần nhà hát là khu phố giải trí, tập trung nhiều rạp chiếp phim.

## Lịch sử
Vị trí cũ của đại lộ Opéra là con phố Le Peletier. Trước năm 1850, khu phố này bị xem là không lành mạnh. Dự án đầu tiên với ý định mở đại lộ Napoléon từ Louvre cho tới điểm gặp phố Paix đã được nêu trong sắc lệnh ngày 3 tháng 3 năm 1854, nhưng không được thực hiện. Đoạn đầu phố phía Louvre được giải tỏa để kéo dài phố Rivoli theo hướng từ Châtelet.
Đầu những năm 1860, dự kiến xây dựng một nhà hát Opéra mới đã khơi lại dự án đại lộ này với sắc lệnh ngày 24 tháng 8 năm 1864. Công trường xây dựng được khởi động ở cả hai đầu, nhưng tiến chậm chạp. Sự sụp đổ của Đệ nhị Đế chế năm 1870 đã làm công việc ngưng trệ một thời gian. Đại lộ Napoléon được đặt tên là đại lộ Opéra vào năm 1873. Sau sắc lệnh ngày 27 tháng 6 năm 1879, công việc lại tiếp tục và nhanh chóng hoàn thành. Những tòa nhà hai bên đại lộ cuối cùng được xây dựng vào năm 1879.

## Hình ảnh

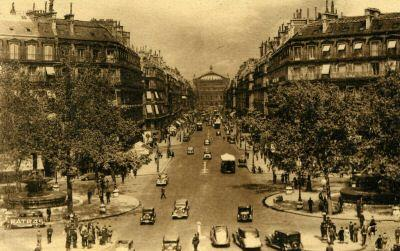
Đại lộ năm 1905
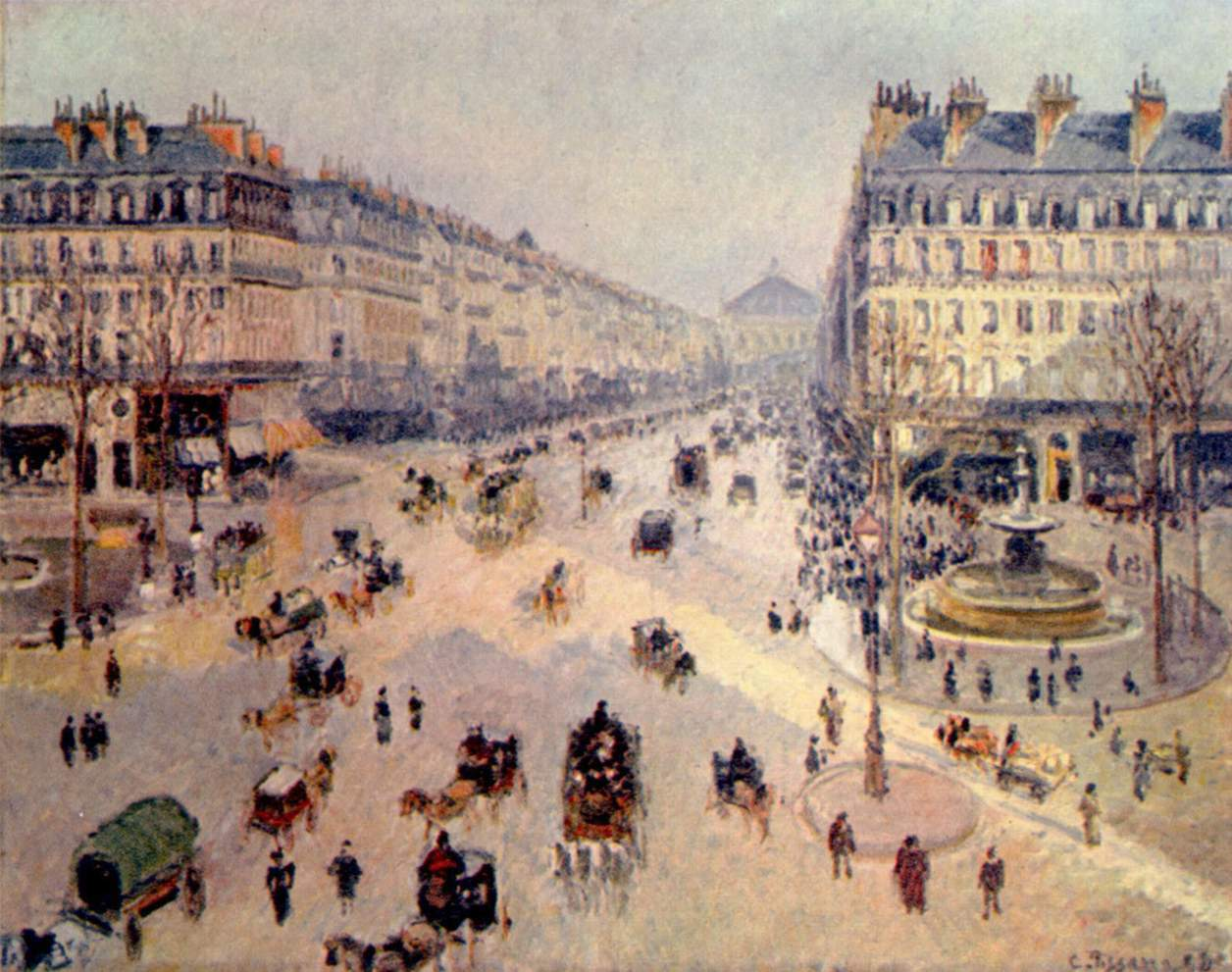
Tranh Camille Pissarro 1898
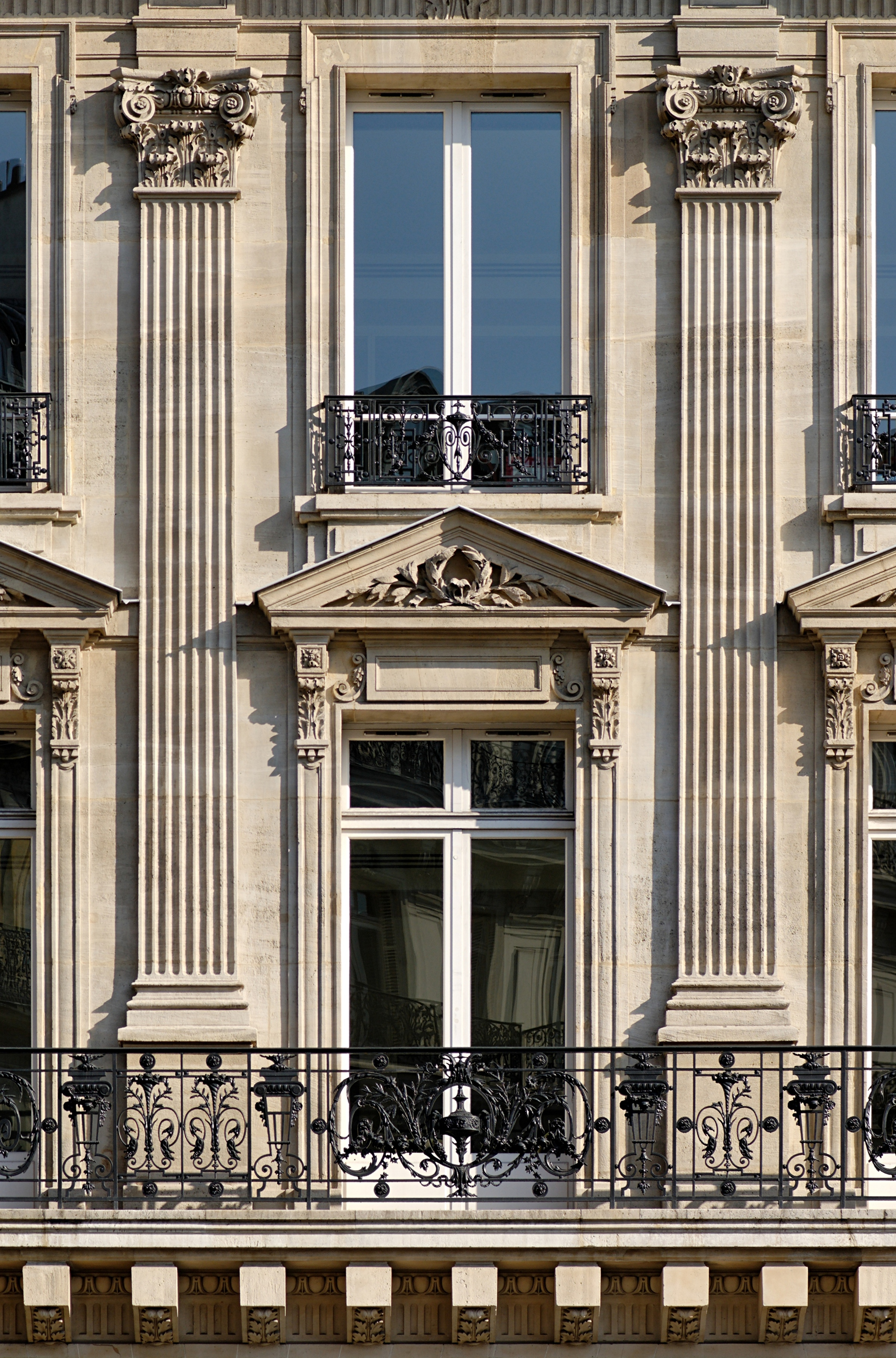
Tòa nhà số 8
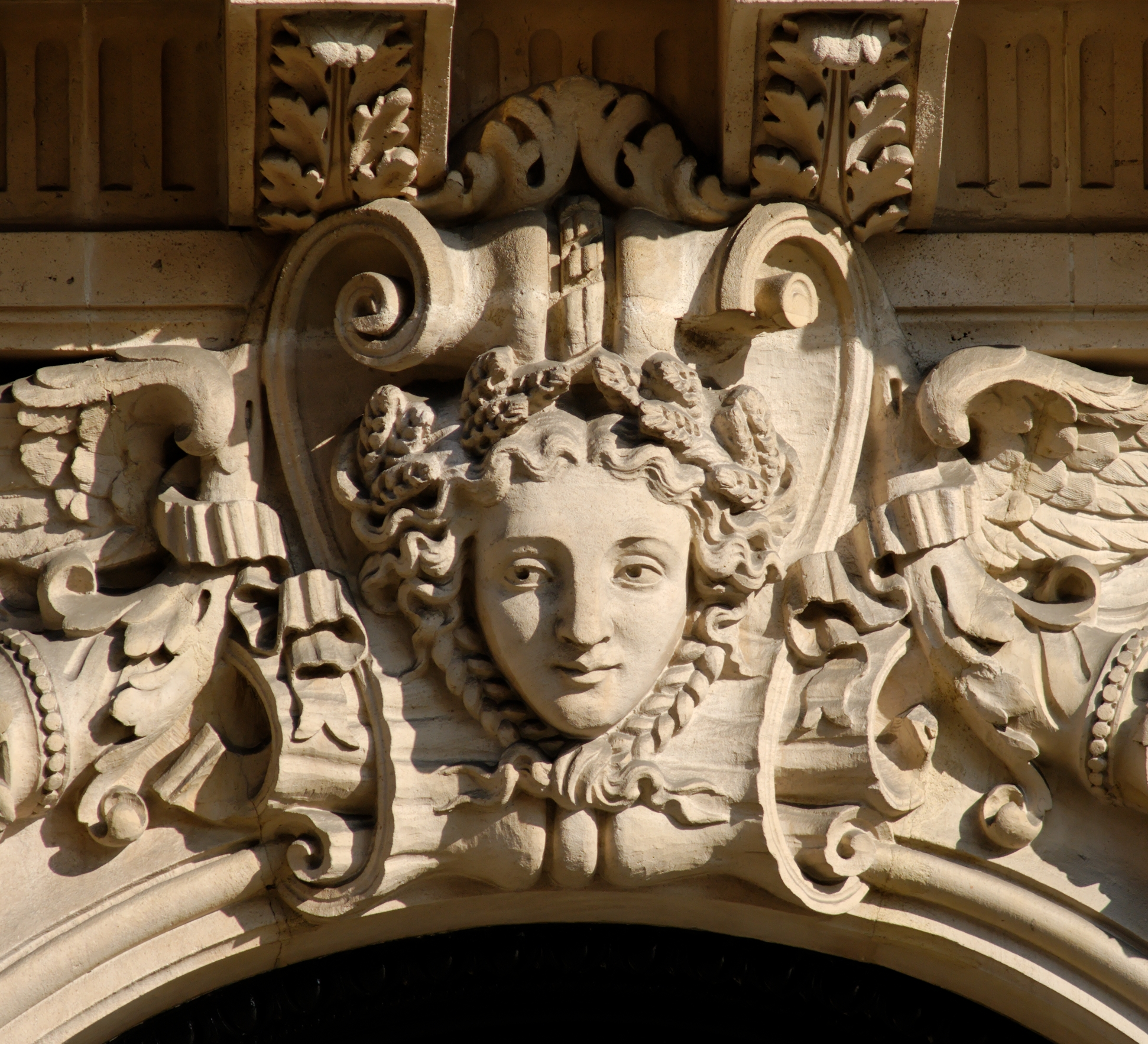
Tòa nhà số 8